# Gildo Macedo Lacerda
Gildo Macedo Lacerda (Ituiutaba (MG), 08 de julho de 1949 - Recife (PE) 28 de outubro de 1973) foi um estudante, radialista e militante das organizações Ação Popular (AP), União Nacional dos Estudantes (UNE) e Ação Popular Marxista-Leninista (APML), durante a ditadura militar brasileira, vigente entre 1964 e 1985. Preso pelo exército em 22 de outubro de 1973, em Salvador, no Quartel do Barbalho, foi transferido para o DOI-CODI do IV Exército, no Recife, onde no dia 28 de outubro de 1973 foi torturado até a morte.
É um dos casos investigados pela Comissão da Verdade, fundada especialmente para realizar investigações sobre os crimes cometidos pelo Estado brasileiro, com interesse em apurar mortes e desaparecimentos na ditadura militar brasileira.

## Biografia
Gildo Macedo Lacerda nasceu no dia 8 de julho de 1949, em Ituiutaba, município de Veríssimo (MG). Filho dos pequenos proprietários rurais Agostinho Nunes Lacerda e Justa Garcia Macedo Lacerda, aos 14 anos mudou-se com sua família para a Praça Dr. Thomás Ulhôa, nº 24, em Uberaba (MG). Lá estudou primeiro no Colégio Triângulo. Em 1965 transferiu-se para o Colégio Cenecista José Ferreira, onde fundou o Grêmio Estudantil Machado de Assis.
Lacerda também foi membro ativo e diretor do Círculo de Estudos da União da Mocidade Espírita, do Departamento de Evangelização da Criança, do programa radiofônico “Hora Espírita Cristã” e orador da Mocidade Espírita Batuíra. Na rádio era responsável pelo programa radiofônico “Ondas de Luz” da Comunidade Espírita de Uberaba, no qual refletia sobre a obra de Allan Kardec e Francisco Cândido Xavier. Entre 1965 e 1966, fez teatro amador em Uberaba, e participou como sócio ativo do Núcleo Artístico de Teatro Amador (NATA). Ainda nesse período foi orador oficial da União Estudantil Uberabense (UEU) e do Partido Unificador Estudantil (PUE). Ainda em 1965 foi estudar no Colégio Dr. José Ferreira.
Em 1967, quando já era ativista da Ação Popular no movimento estudantil, Lacerda mudou-se para Belo Horizonte (MG) onde concluiu o segundo grau.
Comunicativo, o estudante gostava de corresponder-se com estrangeiros. Além disso, tinha grandes inspirações artísticas como: Tchecov, no teatro; Antônio Carlos Jobim, Gilbert Bécaud e Frank Sinatra, na música; Vinicius de Moraes, Moacyr Félix, Carlos Drummond de Andrade, Thiago de Mello, Pablo Neruda, Evtuchenko e Paul Claudel, na poesia.
Em 1968, ingressou no curso de economia na Faculdade de Ciências Econômicas (Face) da UFMG. Neste mesmo ano foi preso no 30º Congresso da UNE, realizado em Ibiúna (SP). No ano seguinte foi expulso da Universidade devido a intensa militância. A exclusão se deu com base no decreto-lei 477, editado em fevereiro de 1969, que ficou conhecido como o “AI-5 da educação”. Após a expulsão da UFMG mudou-se primeiro para São Paulo (SP) e pouco depois para o Rio de Janeiro (RJ). Nessa época já militava na clandestinidade e fugia da repressão da ditadura militar no país.
Entre 1969 e 1970 Gildo Macedo Lacerda foi então eleito vice-presidente da União Nacional dos Estudantes (UNE), fazendo parte da última diretoria da UNE antes que essa fosse totalmente desarticulada pela repressão militar.
Dois anos depois, já na Direção Nacional da Ação Popular Marxista-Leninista (APML), mudou-se para Salvador (BA). Lá utilizou o nome de Cássio Oliveira Alves, sob o qual vivia e trabalhava. Em 1972 casou-se na cidade baiana com a jornalista Mariluce Moura, com quem mais tarde teria uma filha, Tessa Macedo Lacerda, que não chegou conhecer.
Em sua última carta destinada a sua família em Uberaba (MG), datada de 17 de setembro de 1973, Lacerda manifestou preocupação pelo fato de não receber cartas da família, acreditando que essas estavam sendo extraviadas. Na correspondência ele também falou de seu trabalho, do salário melhor, da saudade de todos da família e que pretendia ir até o final do mês visitá-los. A carta termina com um "até breve".
No dia 22 de outubro de 1973, Gildo Macedo Lacerda e Mariluce Moura, juntamente de outros colegas militantes como o jornalista Oldack de Miranda, foram presos pelo exército em Salvador (BA), e levados para a sede da Superintendência da Polícia Federal, em Salvador. No dia seguinte, o Coronel Luís Arthur de Carvalho, superintendente da PF na época, separou os homens das mulheres. Desde então Mariluce, que na época estava grávida de dois meses de Tessa, não viu mais o marido, e apenas soube da morte dele em 1 de novembro de 1973, por meio de um oficial do Exército.

## Circunstâncias de morte
Após Gildo Macedo Lacerda ter sido preso pelo exército e levado à sede da Superintendência da Polícia Federal, em Salvador, ele foi transferido para o Quartel do Barbalho, onde ficou preso e foi torturado até o dia 25 de outubro de 1973. Depois foi transferido para o DOI-CODI do IV Exército, no Recife, onde no dia 28 de outubro de 1973 foi torturado até a morte. Neste mesmo dia e local José Carlos Novaes da Mata Machado, companheiro de militância de Gildo na APML, também foi torturado até a morte. José havia sido preso no dia 19 de outubro de 1973, em São Paulo.
Segundo a versão oficial da morte, dada em portaria no dia 29 de outubro de 1973, pela Secretaria de Segurança Pública de Pernambuco, por intermédio da Delegacia de Segurança Social, Gildo e seu companheiro de militância José Carlos teriam sido mortos a tiros na Avenida Caxangá, em Recife, pelo militante Paulo Stuart Wright, conhecido como   "Antonio". De acordo com o relatório Gildo e José teriam sido presos e confessado um futuro encontro com Antonio, as forças de segurança então teriam armado uma emboscada para pegar o colega de organização dos dois. Durante o ardil Antônio teria percebido a presença dos policias à paisana, disparado contra Gildo e José e fugido. Essa versão inclusive foi repercutida por diversos jornais da época.

Contudo, a Comissão Especial de Mortos e Desaparecidos Políticos (CEMDP), criada pela Lei 9.140/95, deferiu que Gildo Macedo Lacerda e José Carlos Novaes da Mata Machado foram presos e torturados até a morte por agentes do Estado Brasileiro, comprovando a falsa informação de morte em tiroteio divulgada pela Secretaria de Segurança Pública.
"A Comissão Especial de Mortos e Desaparecidos Políticos (CEMDP), criada pela Lei 9.140/95, por meio da relatora Suzana Keniger Lisboa, julgou o processo nº 023/96. A relatora votou pelo deferimento dos pedidos, por estar comprovado que Gildo e Mata Machado foram presos e torturados até a morte pelos órgãos de segurança, sendo falsa a versão de morte em tiroteio. Destacou ainda em seu relatório ser tarefa da CEMDP diligenciar no sentido de buscar os restos mortais de Gildo Lacerda, que estariam na vala comum no Cemitério Parque das Flores, no Recife. Recomendou também que fosse ouvido o depoimento do bacharel Jorge Tasso de Souza, que enviou e recebeu os corpos para sepultamento, a fim de poder, inclusive, esclarecer a existência de um terceiro corpo, que pode vir a ser de um desaparecido político (Dossiê, p. 488)."
Depoimentos de familiares e companheiros de Gildo Macedo Lacerda durante o processo da Comissão da Verdade foram de extrema importância para a decisão final.
Um deles foi o de Nara Lacerda Ferreira, neta de Gildo. Em audiência realizada no dia 25 de outubro de 2013 pela Comissão Estadual da Verdade de São Paulo, Nara leu um texto que dizia o seguinte: “No dia 22 de outubro de 1973, em Salvador, por volta do meio-dia, Gildo foi preso ao sair de sua casa. Na mesma hora, Mariluce que estava grávida de um mês, foi presa em frente ao Elevador Lacerda em pleno centro de Salvador. No dia 1º de novembro Mariluce foi informada da morte de Gildo que ocorrera provavelmente no dia 28 de outubro. Depois de libertada, no dia 3 de dezembro de 1973, Mariluce tentou sistematicamente recuperar o corpo de Gildo, em seu depoimento e no seu julgamento na Auditória Militar exigiu a devolução do corpo à família, contratou um advogado, estabeleceu contatos com a Igreja e em janeiro de 1974, quando conseguiu viajar a Uberaba para encontrar os pais de Gildo, Agostinho Nunes Lacerda e Célia Macedo Lacerda, estes se juntaram a ela na luta pela devolução do corpo”.
Oldack de Miranda, jornalista que havia sido preso junto de Gildo e de Mariluce, declarou que no dia seguinte à prisão foi transferido, com Gildo, para o Quartel do Barbalho. Segundo ele dois dias depois da prisão, ao voltar de uma sessão de interrogatório, viu Gildo sendo retirado da cela, sendo empurrado violentamente por militares, e mancando devido a graves feridas nos pés. Dias depois soube por militares durante um interrogatório que José Carlos da Mata Machado e Gildo Macedo Lacerda haviam sido mortos.
Em 6 de novembro de 1995, Carlúcio de Souza Júnior e outras testemunhas declararam na Secretaria de Justiça do Estado de Pernambuco que presenciaram a morte de José Carlos e Gildo Lacerda no DOI-CODI.

## Investigação
Apesar da Comissão Nacional da Verdade ter desmentido a versão oficial dada pelo exército, e ter concluído que Gildo Lacerda e José Carlos foram mortos devido a torturas e sistemáticas violações de Direitos Humanos dos aparelhos repressores da ditadura militar, o corpo do estudante nunca foi encontrado e nem a certidão de óbito de nenhum dos dois foi emitida. Tanto Gildo como José Carlos foram enterrados como indigentes em caixões de madeira sem tampa no Cemitério da Várzea. Semanas após as mortes a família de José conseguiu recuperar o seu corpo e sepultá-lo. Já a família de Gildo ainda está em busca de seus restos mortais para realizar um sepultamento.
Com isso a Comissão concluiu o inquérito dizendo que Gildo é um desaparecido político, e que é recomendável que seja emitida a certidão de óbito dele e que as investigações sobre as circunstâncias do caso prossigam tanto para a localização e posterior identificação dos restos mortais, quanto para a responsabilização dos envolvidos.

## Homenagens
O Diretório Central dos Estudantes da Universidade de Uberaba (UniUbe) ganhou seu nome, passando a se chamar DCE Gildo Macedo Lacerda. No dia 1 de maio de 1993 ele também foi homenageado com a Medalha Major Eustáquio, nome do fundador de Uberaba. No dia 16 de setembro do mesmo ano, a antiga avenida Bairro Braúnas, em Belo Horizonte (MG), também foi renomeada como avenida Gildo Macedo Lacerda.
Entre 8 de julho e 8 de agosto de 2015 a Fundação Cultural de Uberaba realizou na Casa de Cultura uma exposição com pertences de Gildo que contavam sua história, principalmente de militância.